# Вара Гехинский
Вара Гехинский (? — 1865 год, Новые Атаги) — чеченский абрек, участник Бенойского восстания 1860—1861 годов под началом наиба Атабая, последователь Кунта-Хаджи и идеолог зикристского движения, благодаря которому движение сильно политизировалось.
После разгрома зикристов в 1864 году Вара стал абреком. Царские власти продолжали преследовать его, в результате чего по указанию Чеберлоевского пристава Мударова Гуданата он был окружён в одном из домов аула Новые Атаги отрядом российских войск. Вара оказал сопротивление и был убит после боя продолжавшегося около трёх часов.
В честь Вара Гехинского в Чечне была сложена песня (илли). Действия Гуданата чеченцы восприняли как предательство. По дорогам Чечни были воздвигнуты кучи камней (или, по другой версии, деревянные шесты к которым кидали камни), к которым проходящие мимо были обязаны подбросить камень, произнося проклятие тому, кто был связан с убийством Вары Гехинского.